# Llengua tuscarora
El tuscarora, a vegades anomenat Skarò˙rə̨ˀ, és una llengua iroquesa pròpia dels tuscarora, parlada al sud d'Ontario, Canadà, i nord-oest de Nova York al voltant de Niagara Falls, als Estats Units. La llar històrica dels tuscarora era a l'est de Carolina del Nord, al voltant de les àrees de Goldsboro, Kinston, i Smithfield. Alguns descendents de tuscarora encara viuen a la regió. El nom Tuscarora (tʌskəˈrɔrə, tus-kə|ROR|ə) vol dir "gent del cànem," pel cànem indi o asclepias que usen en molts aspectes de la seva societat. Skarureh es refereix a la camisa llarga usada com a part de les insígnies dels homes, per tant, "la gent de la camisa llarga".
Tuscarora és una  greument amenaçada. A partir de mitjans de la dècada de 1970, només al voltant de 52 persones parlaven l'idioma en la Reserva Tuscarora de Nova York (Lewiston (Nova York)) i la Primera Nació Six Nations of Grand River (prop de Brantford (Ontario)) i ara el parlen unes 10 persones. L'Escola Tuscarora a Lewiston Arxivat 2008-02-10 a Wayback Machine. s'ha esforçat per mantenir viu l'idioma, l'ensenyament dels nens des de la llar d'infants a sisè grau. No obstant això, els únics parlants nadius són adults grans.
El tuscarora pot semblar complex per als que no hi estan familiaritzats, més en termes de la gramàtica que el sistema de so. Moltes idees es poden expressar en una sola paraula. La majoria de les paraules impliquen diversos components que han de ser considerats abans de parlar (o escriure). Està escrita utilitzant sobretot símbols de l'alfabet llatí, amb algunes variacions, addicions, i diacrítics.

## Fonologia

### Vocals
El tuscarora té quatre vocals orals, una vocal nasal i cap diftong. Les vocals poden ser curtes i llargues, el que fa un total de vuit vocals orals, /i ɛ a u iː ɛː aː uː/, i dos vocals nasals, /ə̃ ə̃ː/. Les vocals nasals estan indicades amb un ogonek, les vocals llargues seguides amb un colon, ⟨ :⟩, i /ɛ/ (que pot ser realment [æ]) amb ⟨e⟩.
|            | Frontal  | Central  | Posterior |
| ---------- | -------- | -------- | --------- |
| Tancada    | /i/ /iː/ |          | /u/ /uː/  |
| Semioberta | /ɛ/ /ɛː/ | /ə̃/ /ə̃ː/ |           |
| Oberta     | /a/ /aː/ |          |           |

La /ə̃/ sovint també s'escriu ę. Així, en el sistema d'escriptura oficial tuscarora, les vocals són a e i u ę.

### Consonants
El tuscarora té deu símbols representant consonants, incloses tres oclusives (/k/, /t/, i /ʔ/), tres fricatives (/s/, /θ/, i /h/), una nasal (/n/), una ròtica (/ɾ/), i dues semivocals (/w/ i /j/). Aquestes quatre últimes es poden agrupar en la categoria de ressonants. (Mithun Williams, 1976) La gamma de sons, però, és més extensa, amb palatalització, aspiració, i altres variants de sons, que venen generalment quan dos sons entren en contacte.
|            | Dental | Alveolar | Palatal | Velar | Glotal |
| ---------- | ------ | -------- | ------- | ----- | ------ |
| Nasal      |        | n [n]    |         |       |        |
| Oclusiva   |        | t [t]    | (č t͡ʃ)  | k [k] | ʔ [ʔ]  |
| Fricativa  | θ [θ]  | s [s]    |         |       | h [h]  |
| Ròtica     |        | r [ɾ]    |         |       |        |
| Aproximant |        |          | y [j]   | w [w] |        |